# Sejsmika refrakcyjna
Sejsmika refrakcyjna – zespół sejsmicznych metod geofizycznych wykorzystujących pomiar czasu przyjścia fali refragowanej od granic ośrodka geologicznego. Jest szeroko stosowana w sejsmologii, geofizyce inżynierskiej, geologii inżynierskiej i hydrogeologii do nieinwazyjnego rozpoznania ośrodka geologicznego.

## Prawo Snelliusa i krytyczna refrakcja
Fala padająca na granicę ośrodków o różnej prędkości ulega załamaniu i odbiciu. Kąt pod którym nastąpi załamanie jest opisany przez prawo załamania. Mówi ono, że stosunek sinusa kąta padania {\displaystyle \alpha } do sinusa kąta załamania {\displaystyle \beta } jest równy stosunkowi prędkości w pierwszym ośrodku {\displaystyle (v_{1})} do prędkości w drugim ośrodku {\displaystyle (v_{2}),} co wyraża się wzorem: {\displaystyle {\frac {\sin \alpha }{\sin \beta }}={\frac {v_{1}}{v_{2}}}}. Przekształcimy ten wzór do postaci: {\displaystyle {\frac {\sin \alpha \cdot v_{2}}{v_{1}}}=\sin \beta .} Jeśli prędkość fali w ośrodku pierwszym jest mniejsza niż w drugim {\displaystyle v_{1}<v_{2}} to będzie istniał taki kąt {\displaystyle \alpha } dla którego {\displaystyle \beta =90^{\circ }.} Fala nie ulegnie wtedy załamaniu, ale będzie propagować po granicy ośrodków, co w geofizyce nazywa się zjawiskiem krytycznej refrakcji, a samą falę falą refrakcyjną. Zgodnie z zasadą Huygensa, mówiącą, że każdy punkt ośrodka do którego dociera czoło fali można uznać za nowe źródło fali, część energii propaguje z powrotem w kierunku powierzchni, na której ustawione są odbiorniki. Pomiar czasu przejścia fali od wzbudzenia do odbiornika pozwala wnioskować o prędkości fali podłużnej w ośrodku geologicznym i ukształtowaniu granic na których zachodzi zjawisko krytycznej refrakcji.

## Zasada działania

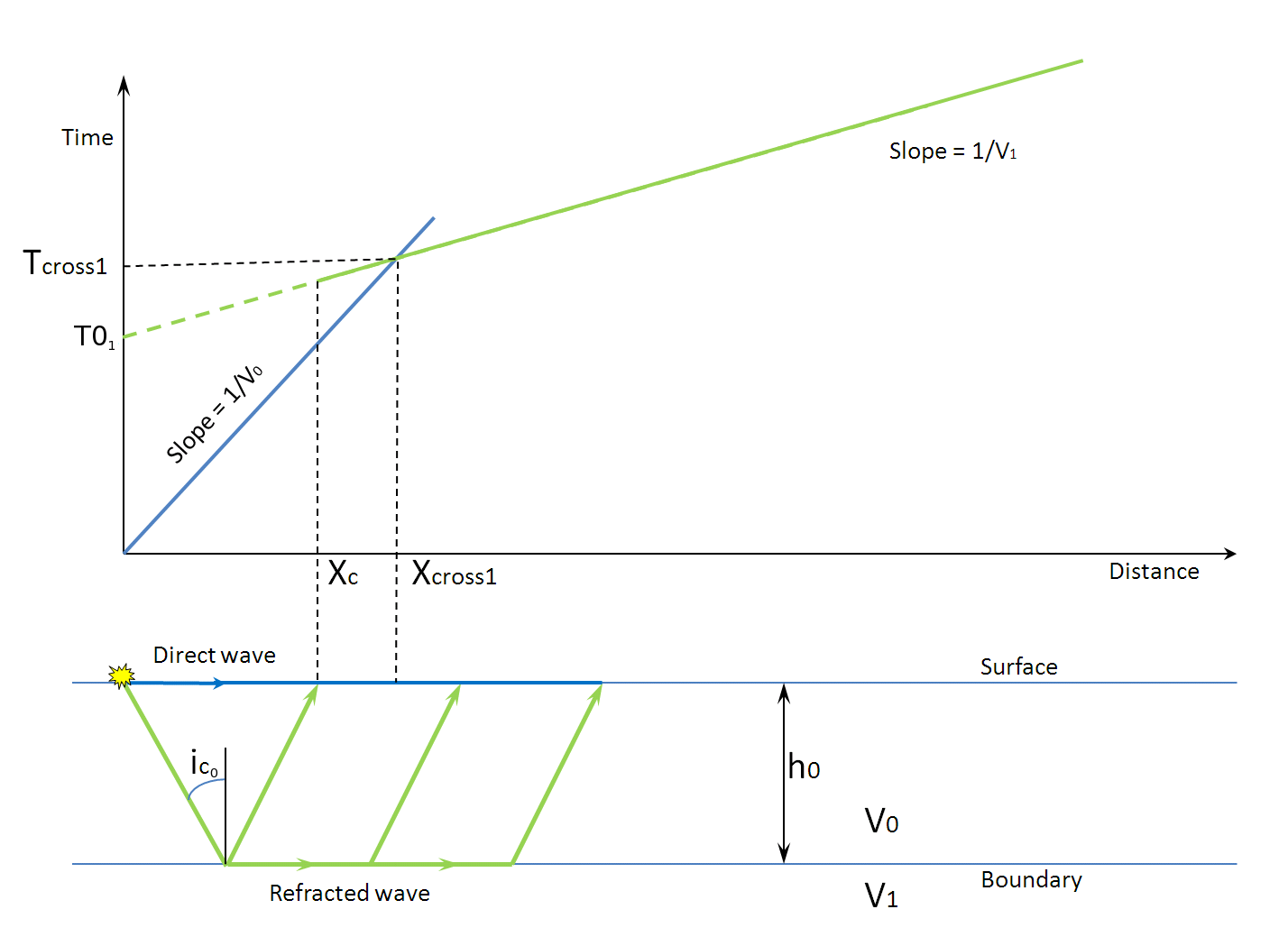
Do umieszczonych na powierzchni odbiorników najpierw dociera fala bezpośrednia (kolor niebieski), a później fala refrakcyjna (kolor jasnozielony). Z nachylenia zielonej prostej na hodografie oblicza się prędkość fali refrakcyjnej w drugiej warstwie.

Fala podłużna (fala P) jest generowana na powierzchni ziemi z użyciem ciężkiego (6–10 kg) młotka. Fala ta ulega krytycznej refrakcji na granicach, gdzie {\displaystyle v_{1}<v_{2}} i propaguje wzdłuż niej. Na mocy zasady Huygensa, część energii propaguje z powrotem w kierunku powierzchni. Fale rejestrowane są za pomocą odbiorników (geofonów) ustawionych w linii o długości 25–100 m i odstępie 2–5 m w zależności od budowy geologicznej. Zarejestrowane sygnały są przesyłane za pomocą kabla do jednostki centralnej i zapisywane w postaci rekordu sejsmicznego. W procesie przetwarzania danych zaznacza się (pikuje) pierwsze wstąpienia, co przy dokładnej znajomości momentu wzbudzenia pozwala na określenie czasu przejścia fali od źródła do odbiornika. Czas ten zależy od prędkości fali P w warstwach ośrodka geologicznego i im większa ta prędkość tym szybciej pierwsze wstąpienie dotrze do odbiornika.
Zjawisko krytycznej refrakcji zachodzi tylko dla kąta padania {\displaystyle \alpha } dla którego spełnione zostały warunki wynikające z prawa Snelliusa (patrz wyżej). Stąd jest ona rejestrowana dopiero w pewnej odległości od miejsca wzbudzenia, wcześniej zaś na rekordzie jako pierwsze wstąpienia widoczne są fale bezpośrednie – poruszające się w przypowierzchniowej warstwie, bez udziału zjawiska krytycznej refrakcji.